# Zóna soumraku (seriál)
Zóna soumraku (v anglickém originále The Twilight Zone) je americký antologický mysteriózní televizní seriál, třetí ve franšíze The Twilight Zone. Premiérově byl vysílán v letech 2002–2003 na stanici UPN. Celkově bylo natočeno 44 dílů, po první řadě byl zrušen.

## Příběh
Antologický seriál uváděný Forestem Whitakerem zahrnuje 20minutové mysteriózní, fantastické, sci-fi a hororové příběhy, které se vymykají běžnému lidskému chápání a poznání. Jakožto již třetí seriál tohoto jména obsahuje také remaky některých vybraných epizod z původního seriálu, jejich modernější verze, případně i sequely.

## Vysílání
| Řada | Díly | Premiéra v USA | Premiéra v USA  | Premiéra v ČR | Premiéra v ČR   |
| Řada | Díly | První díl      | Poslední díl    | První díl     | Poslední díl    |
| ---- | ---- | -------------- | --------------- | ------------- | --------------- |
| 1    | 44   | 18. září 2002  | 21. května 2003 | 9. října 2005 | 26. března 2006 |